# Đoko Šalić
Đoko Šalić (in serbo Ђоко Шалић?; Sokolac, 18 settembre 1995) è un cestista serbo.

## Palmarès
- Campionato serbo: 1

Partizan Belgrado: 2013-14
- Coppa di Serbia: 1

Partizan Belgrado: 2018
- Coppa di Bosnia ed Erzegovina: 1

Bosna: 2024